# Landtagskommissar
Als Landtagskommissar oder auch Landeskommissarius wurden im Heiligen Römischen Reich und teilweise bis weit ins 19. Jahrhundert hinein, die Vertreter des jeweiligen Landesherrn bei den ständischen Versammlungen genannt.
In den altständischen Landtagen eröffneten die Landtagskommissare die Versammlung in Vertretung des Landesherren feierlich und ließen dessen Landtagsproposition (d. h. dessen Ziele, Forderungen und Absichten) verlesen. Im weiteren Verlauf der Verhandlungen vertraten die Kommissare die Interessen des Landesherren gegenüber der Versammlung und handelten mit diesen die Landtagsabschiede aus. Am Ende übermittelten sie dem Fürsten die Anträge des Landtages. Im Landtag des Herzogtum Westfalen waren diese mit einem ausführlichen Gutachten der Landtagskommissare versehen, die oft die Entscheidung des Fürsten vorformulierten.
Auch im 19. Jahrhundert wurden die Beauftragten des Landesherren bei den Ständeversammlungen und Parlamenten häufig als Landtagskommissare bezeichnet. Dies war z. B. in Kurhessen und bei den Provinziallandtagen in Preußen der Fall. 1821 bis 1846 bestand in Schwarzburg-Rudolstadt die Besonderheit, dass der Landtagskommissar des Fürsten gleichzeitig der Parlamentspräsident im Landtag Schwarzburg-Rudolstadt war. In der einen Funktion vertrat er damit den Fürsten beim Parlament, in der anderen vertrat er die Positionen des Parlaments nach außen und zum Fürsten.
In Bayern wurde auch noch 1949 eine solche Position geschaffen. Allerdings war dies nun die Vertretung des Landesregierung gegenüber dem Parlament.
Beim Landtag in Österreich ob der Enns hatte der Begriff eine andere Bedeutung. Dort wurden die Landtagsmitglieder der beiden oberen Stände als Landtagskommissare bezeichnet.